# Saint-Trojan-les-Bains
 Saint-Trojan-les-Bains  ist eine südwestfranzösische Gemeinde mit 1118 Einwohnern (Stand 1. Januar 2022) im Département Charente-Maritime in der Region Nouvelle-Aquitaine; sie gehört zum Arrondissement Rochefort und zum Kanton Île d’Oléron.

## Geographie
Saint-Trojan-les-Bains ist der südlichste der Badeorte auf der Île d’Oléron. Er ist von drei Seiten vom Meer umgeben (Atlantischer Ozean im Westen und die Bucht Pertuis de Maumusson im Süden und Osten) und grenzt im Norden an Le Grand-Village-Plage und Le Château-d’Oléron. Der Westen der Gemeinde besteht aus einem umfangreichen Pinienwald hinter einem langen Sandstrand; die Siedlung selbst liegt im meteorologisch geschützteren Osten.

## Geschichte
Während der Revolution wurde der Ort in „La Montagne“ umbenannt, obwohl es hier keine Erhebung gibt, die diesen Namen rechtfertigen würde. 1793 erfolgte die Rückbenennung nach Saint-Trojean, 1898 die Umbenennung nach Saint-Trojan-les-Bains. 1949 wurde im Norden die Siedlung Le Grand-Village-Plage abgetrennt.

## Bevölkerungsentwicklung
| Jahr      | 1962 | 1968 | 1975 | 1982 | 1990 | 1999 | 2007 | 2016 |
| Einwohner | 1473 | 1666 | 1488 | 1275 | 1490 | 1624 | 1477 | 1323 |

## Sehenswürdigkeiten
- Kirche St-Trojan (siehe auch: Liste der Monuments historiques in Saint-Trojan-les-Bains)
- Le p’tit train de Saint-Trojan, eine 1963 eingerichtete Schmalspurbahn, die den Ort im Osten mit der sechs Kilometer westlich gelegenen Plage de Gatseau verbindet.

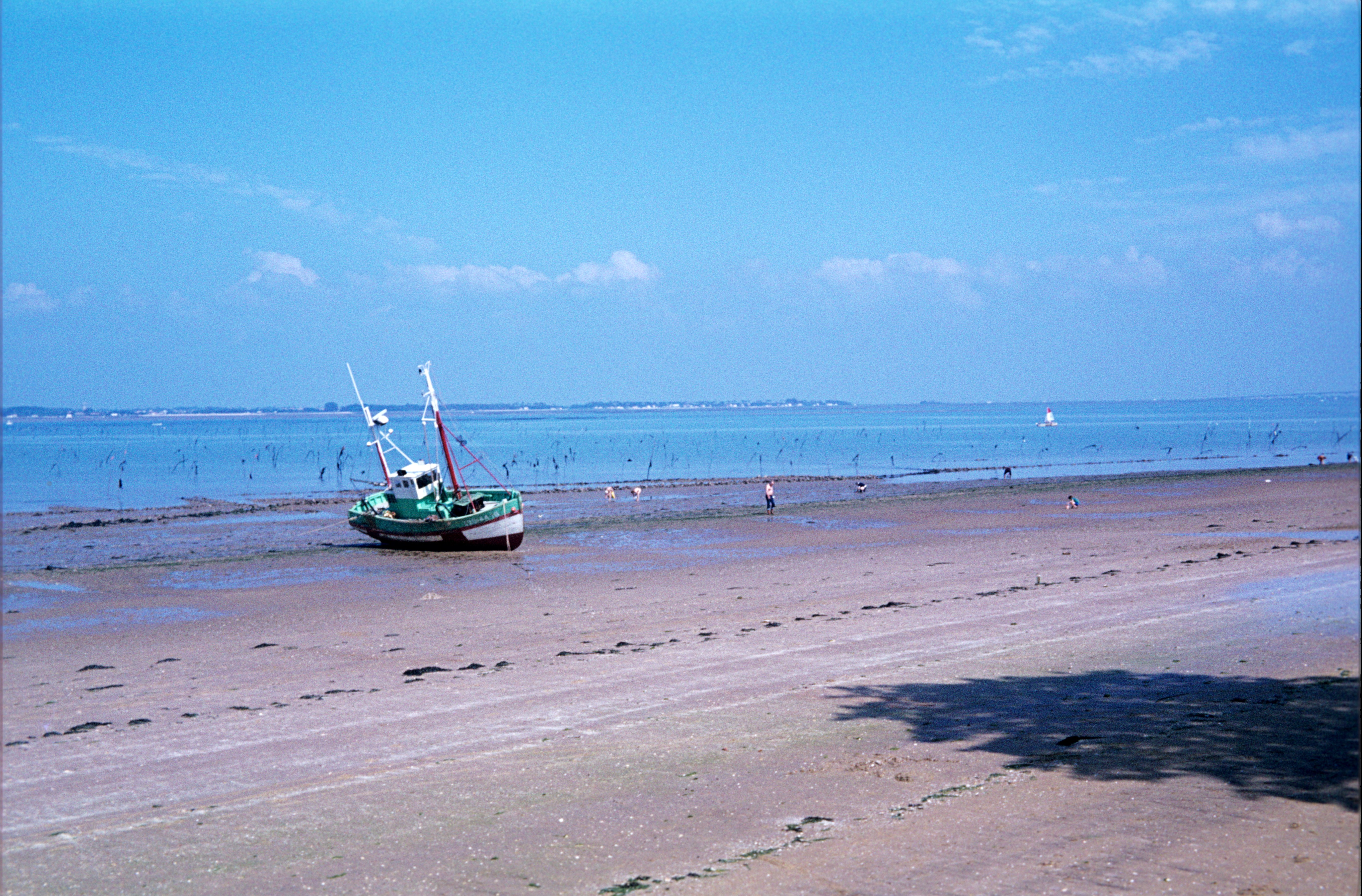
Küste in Saint-Trojan bei Ebbe
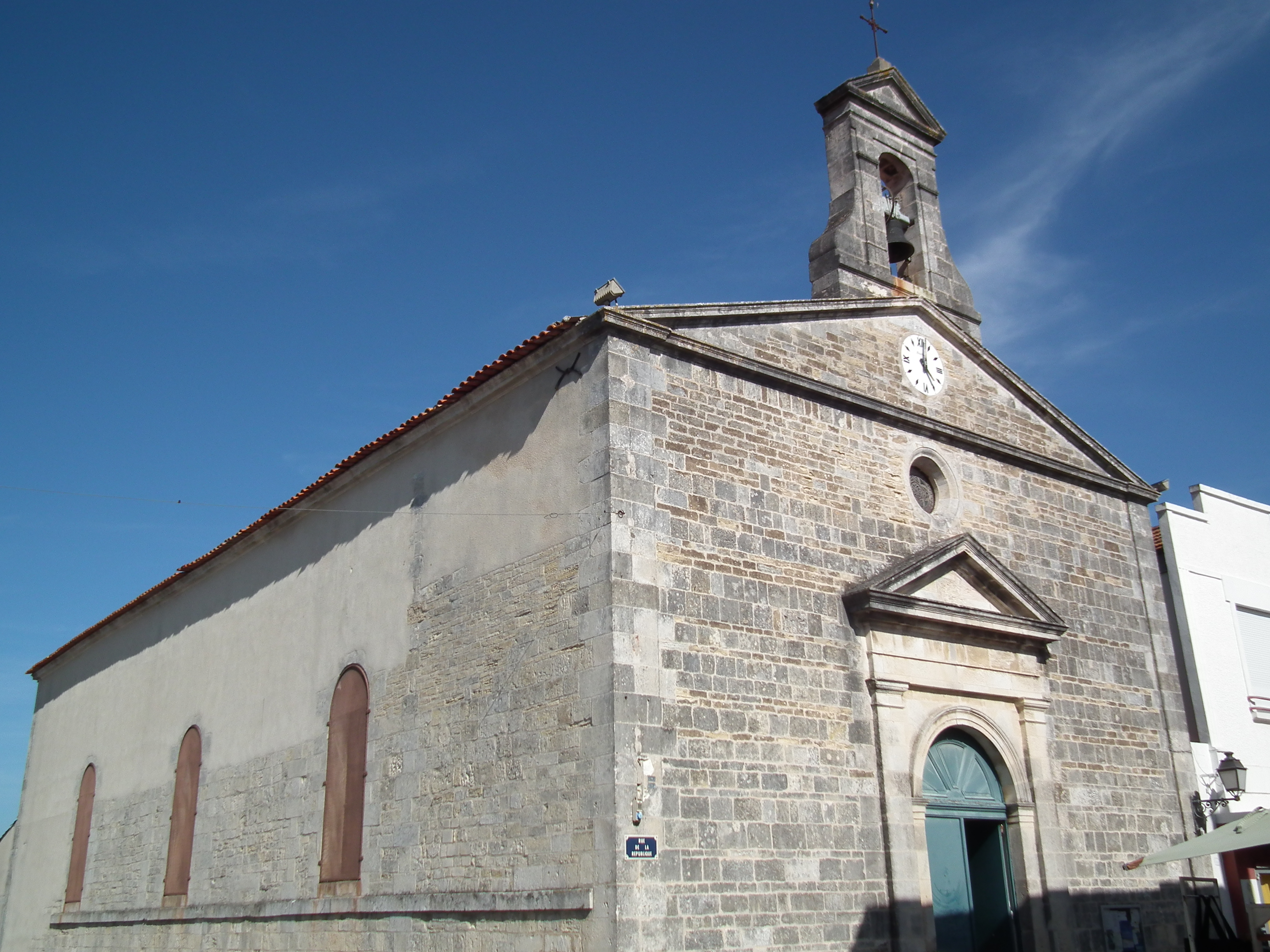
Kirche Saint-Trojan
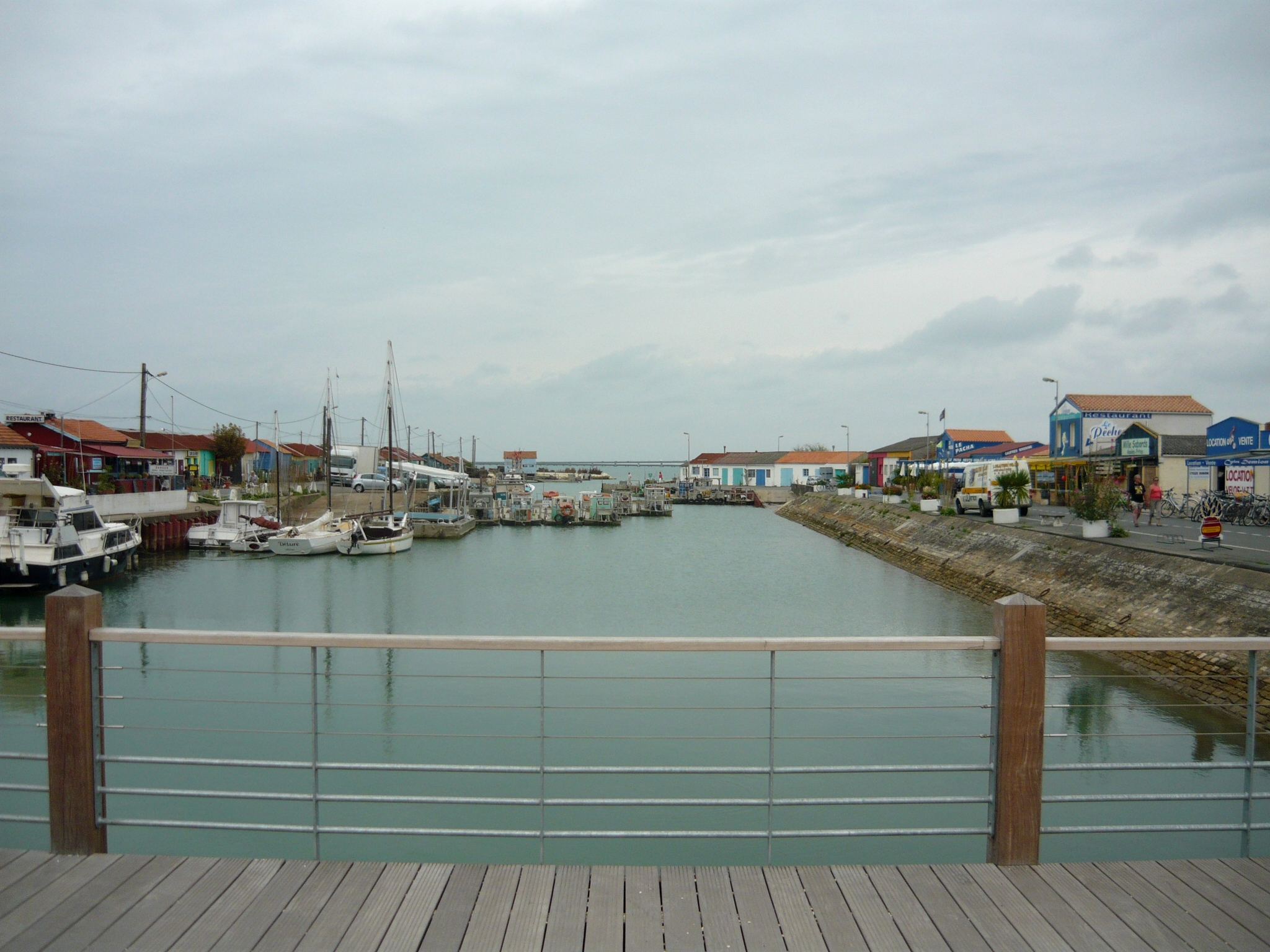
Hafen
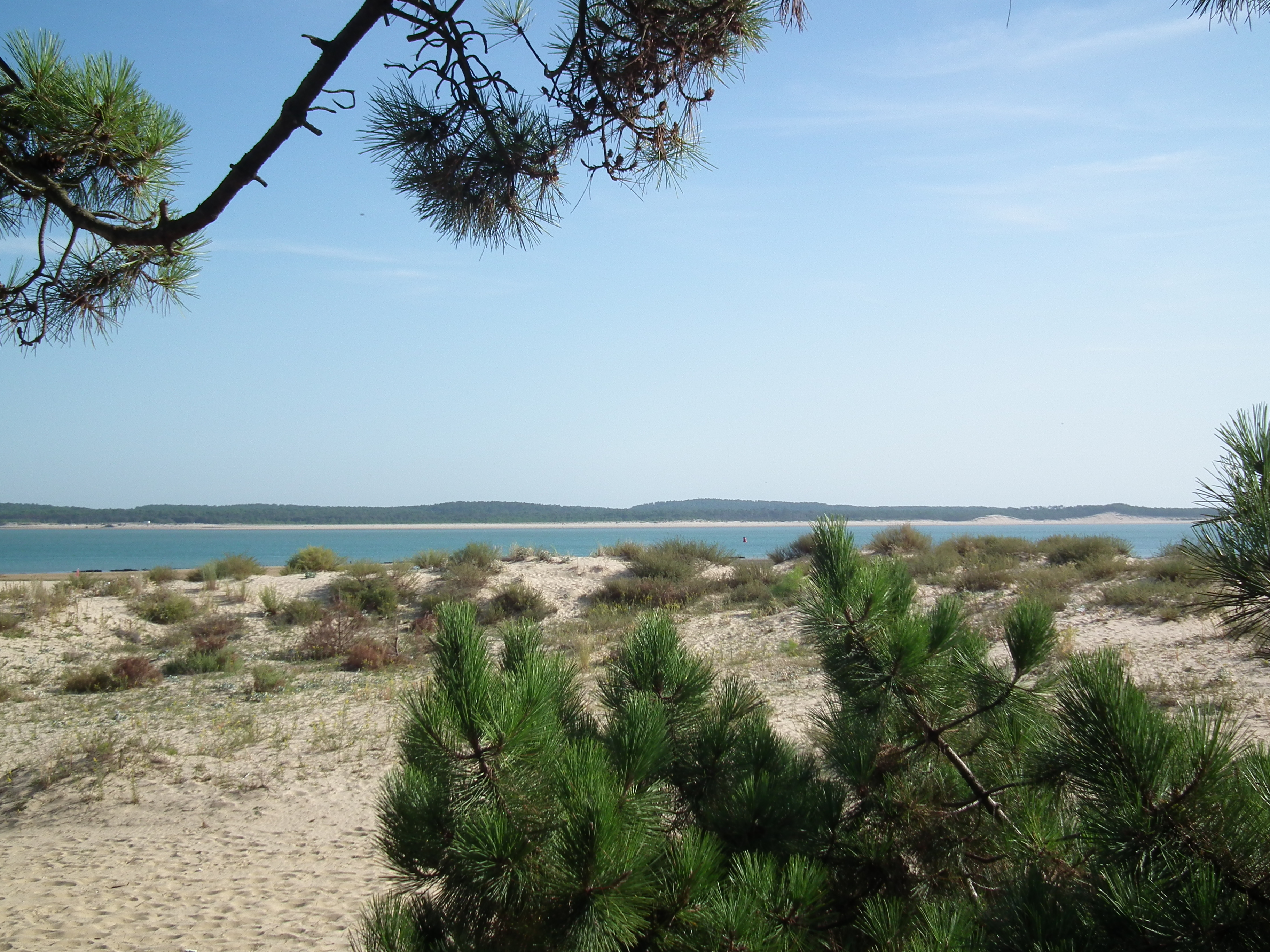
Plage de Gatseau

## Städtepartnerschaften
- Kraainem (Belgien, seit 1979)
- Seeshaupt (Bayern, seit 1981)